# Mayumi Aoki
Mayumi Aoki (jap. 青木 まゆみ, Aoki Mayumi; 1. svibnja 1953.) je bivša japanska plivačica.
Olimpijska je pobjednica u plivanju, a godine 1989. primljena je u Kuću slavnih vodenih sportova.